# Héjasok
A héjasok vagy héjas puhatestűek (Conchifera) a puhatestűek törzsének (Mollusca) egyik altörzse.
A másik altörzs az Aculifera. A Monoplacophorán kívüli fajok a Monoplacophorában jelentek meg, az egyetlen ősi formáját megtartott utód a Tryblidiida.